# Cratere Geddes
Geddes  è un cratere sulla superficie di Mercurio.